# 唐纳德·米切尔
唐纳德·米切尔（英語：Donald O. Mitchell）为一位美国音讯工程师。他曾赢得了1次奥斯卡最佳音响效果奖，并在这个奖项上获得了13次提名。自1973至2002年，他参与了近120部电影的制作。
2013年，唐纳德·米切尔在电影编辑协会获得荣誉奖。

## 精选影视作品
米切尔曾赢得了1次奥斯卡最佳音响效果奖，并获得13次提名。
获奖：
- 光荣战役 (1989)[2]

提名：
- 力争上游（英语：The Paper Chase (film)） (1973)[3]
- 银线号大血案（英语：Silver Streak (film)） (1976)[4]
- 愤怒的公牛 (1980)[5]
- 母女情深 (1983)[6]
- 西瓦拉多大决战 (1985)[7]
- 歌舞线上（英语：A Chorus Line (film)） (1985)[7]
- 壮志凌云 (1986)[8]
- 黑雨 (1989)[2]
- 霹雳男儿（英语：Days of Thunder） (1990)[9]
- 潜龙轰天 (1992)[10]
- 亡命天涯 (1993)[11]
- 燃眉追击 (1994)[12]
- 永远的蝙蝠侠 (1995)[13]